# David Sánchez (boxeador)
David Sánchez Cantú (Puebla de Zaragoza, México, 2 de febrero de 1992-19 de mayo de 2017, Hermosillo, Sonora) fue un boxeador profesional mexicano. Sánchez ganó el título provisional súper mosca de la AMB al derrotar a Breilor Teran en Tijuana, Baja California, el 24 de mayo de 2014.

## Muerte
Sánchez y su hermano, el también boxeador profesional Jonathan Sánchez, murieron cuando el automóvil en el que viajaban, desde Hermosillo al Poblado Miguel Alemán, Son., colisionó con un tractor en la carretera de Hermosillo a Bahía de Kino.